# Lubuk Cuik
Lubuk Cuik is een bestuurslaag in het regentschap Batu Bara van de provincie Noord-Sumatra, Indonesië. Lubuk Cuik telt 3966 inwoners (volkstelling 2010).